# Hygophum
A Hygophum a sugarasúszójú halak (Actinopterygii) osztályának Myctophiformes rendjébe, ezen belül a gyöngyöshalfélék (Myctophidae) családjába tartozó nem.

## Rendszerezés
A nembe az alábbi 9 faj tartozik:
- Hygophum atratum (Garman, 1899)
- Hygophum benoiti (Cocco, 1838)
- Hygophum bruuni Wisner, 1971
- Hygophum hanseni (Tåning, 1932)
- Hygophum hygomii (Lütken, 1892)
- Hygophum macrochir (Günther, 1864)
- Hygophum proximum Becker, 1965
- Hygophum reinhardtii (Lütken, 1892)
- Hygophum taaningi Becker, 1965